# Sahel algérois
Pour les articles homonymes, voir Sahel (homonymie).
Le Sahel algérois est une petite chaîne de collines littorales, de quelques kilomètres de large sur une cinquantaine en longueur, située à l'ouest d'Alger en Algérie.

## Géographie

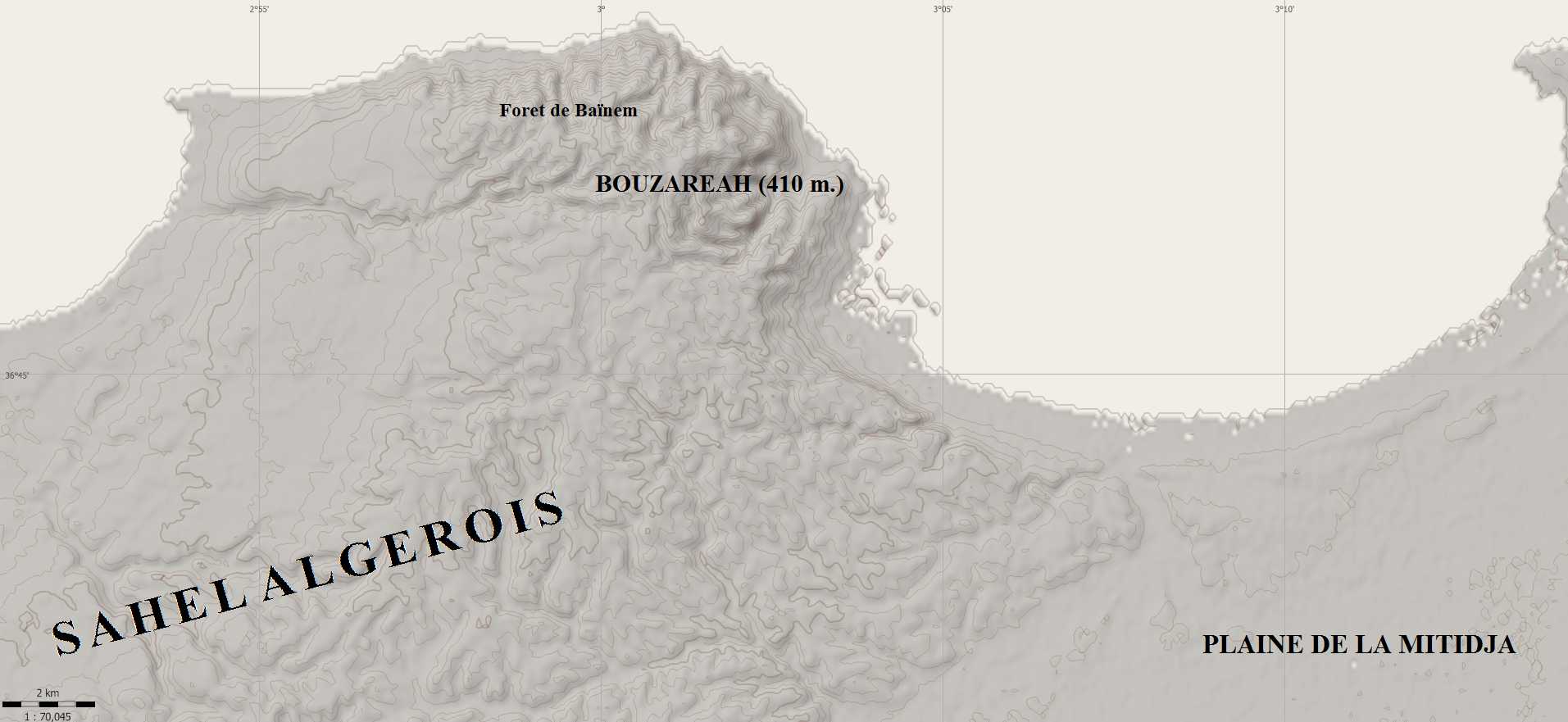
Position du Sahel algérois dans l'ouest d'Algérie

Le Sahel algérois s'étend depuis le massif de Bouzaréah, dominant Alger (il culmine à 407 m, qui est son point le plus élevé), à l'est, au mont Chenoua, à l'ouest. Il sépare l'ouest de la plaine de la Mitidja de la mer Méditerranée et contribue au caractère marécageux de cette plaine. Le seul émissaire naturel qui le traverse est l'oued Mazafran.
Le Sahel algérois est un ensemble de petites plaines littorales, plateaux, collines et coteaux agricoles ou forestiers de faible altitude. Il est divisé en deux unités naturelles, à l’ouest, le Sahel de Koléa entre les oueds Nador et Mazafran ; à l’est le Sahel d’Alger entre les oueds Mazafran et El Harrach.
Le versant littoral, au climat très doux, est voué à la culture des légumes primeurs (tomates et pommes de terre peuvent s'y récolter en janvier) et domine un chapelet de petites villes balnéaires, dont Aïn Benian, Zéralda, Sidi-Fredj, Bou Ismaïl et Tipaza, célèbre pour ses ruines romaines. Les collines étaient couvertes de vignes à l'époque française. La partie sublittorale est consacrée aux cultures destinées à l’élevage et à l’arboriculture fruitière.

## Histoire
C'est dans les collines du Sahel qu'a été créé le premier village de colonisation d'Algérie, à Dely Ibrahim en 1832.  Un tunnel de drainage fut construit par les Français dans sa partie ouest, la plus étroite, pour assécher le lac Halloula et contribuer à l'assainissement de la Mitidja. Cette galerie qui évacue les eaux dans la Méditerranée passe sous le Tombeau de la Chrétienne, monument de l'époque numide, situé à 261 m d'altitude.